# سیکورسکی آر-۴
سیکورسکی آر-۴ (به انگلیسی: Sikorsky R-4) یک هواگرد ساختِ کارخانهٔ سیکورسکی در کشور ایالات متحده آمریکا است که در سال ۱۹۴۲–۱۹۴۴ ساخته شد. نخستین استفاده‌کنندهٔ این هواپیما نیروی هوایی ارتش ایالات متحده آمریکا بوده‌است. این هواگرد برای نخستین بار در ۱۳ ژانویه ۱۹۴۲ میلادی مورد استفاده قرار گرفت.

## نگارخانه

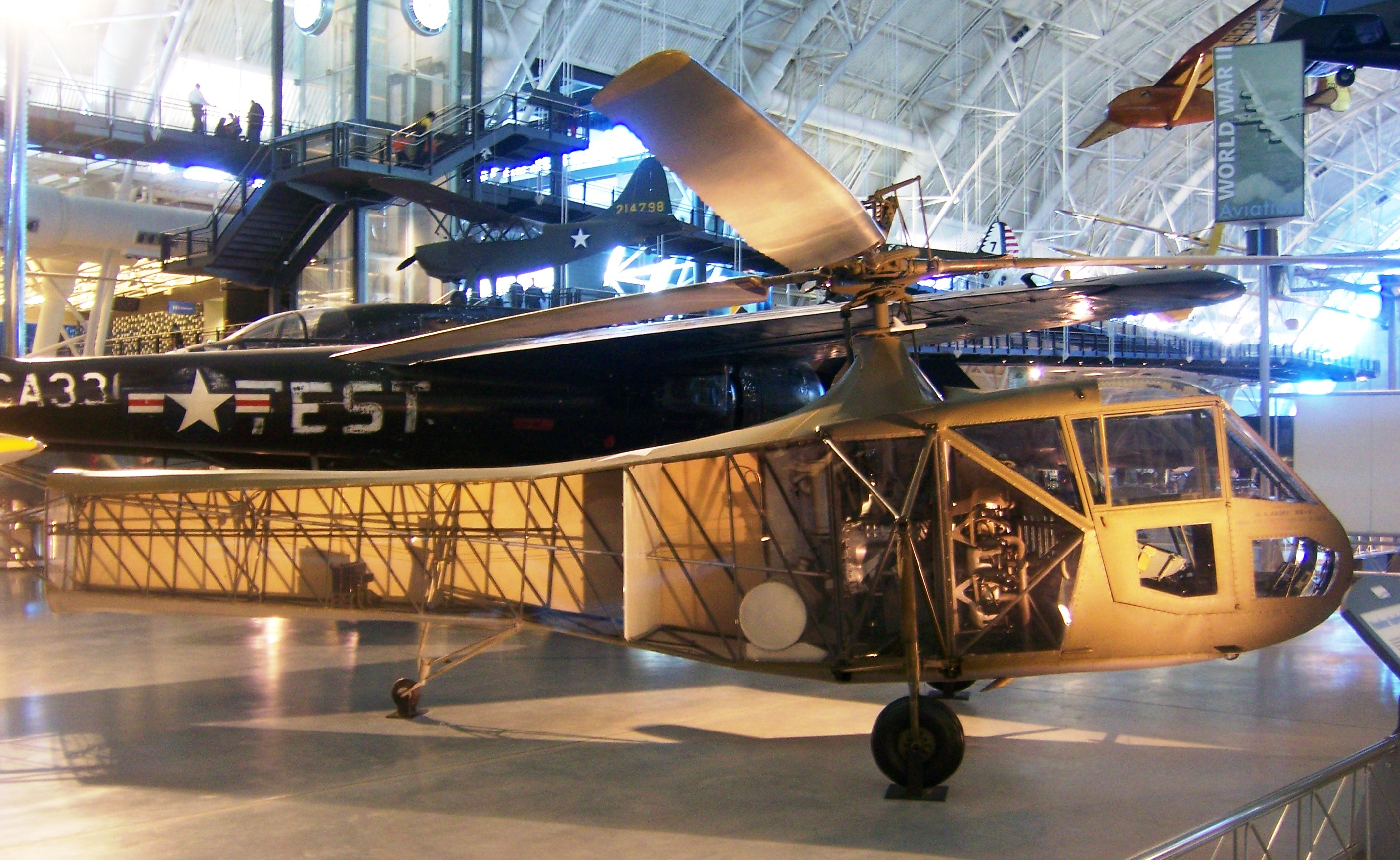
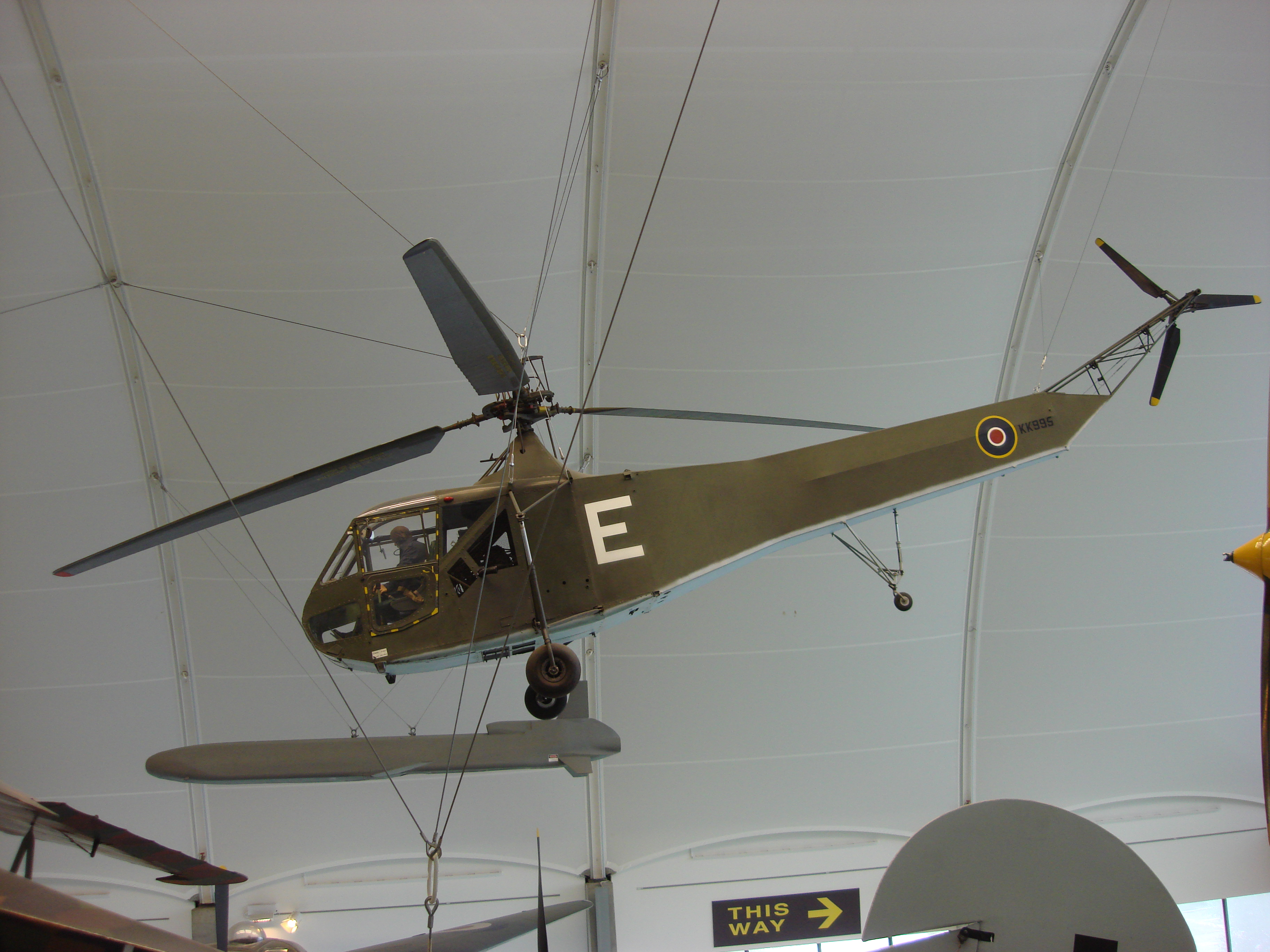
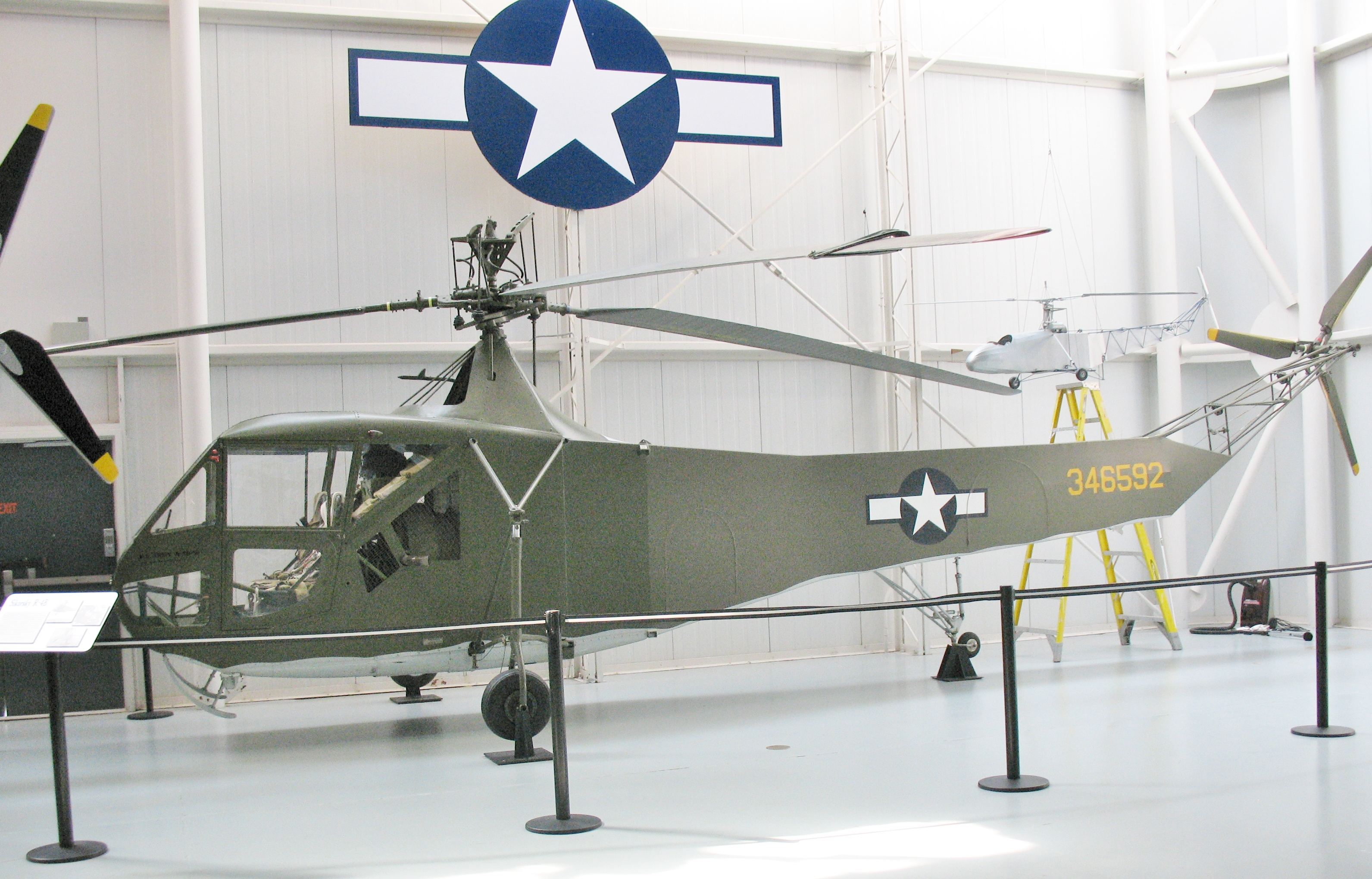
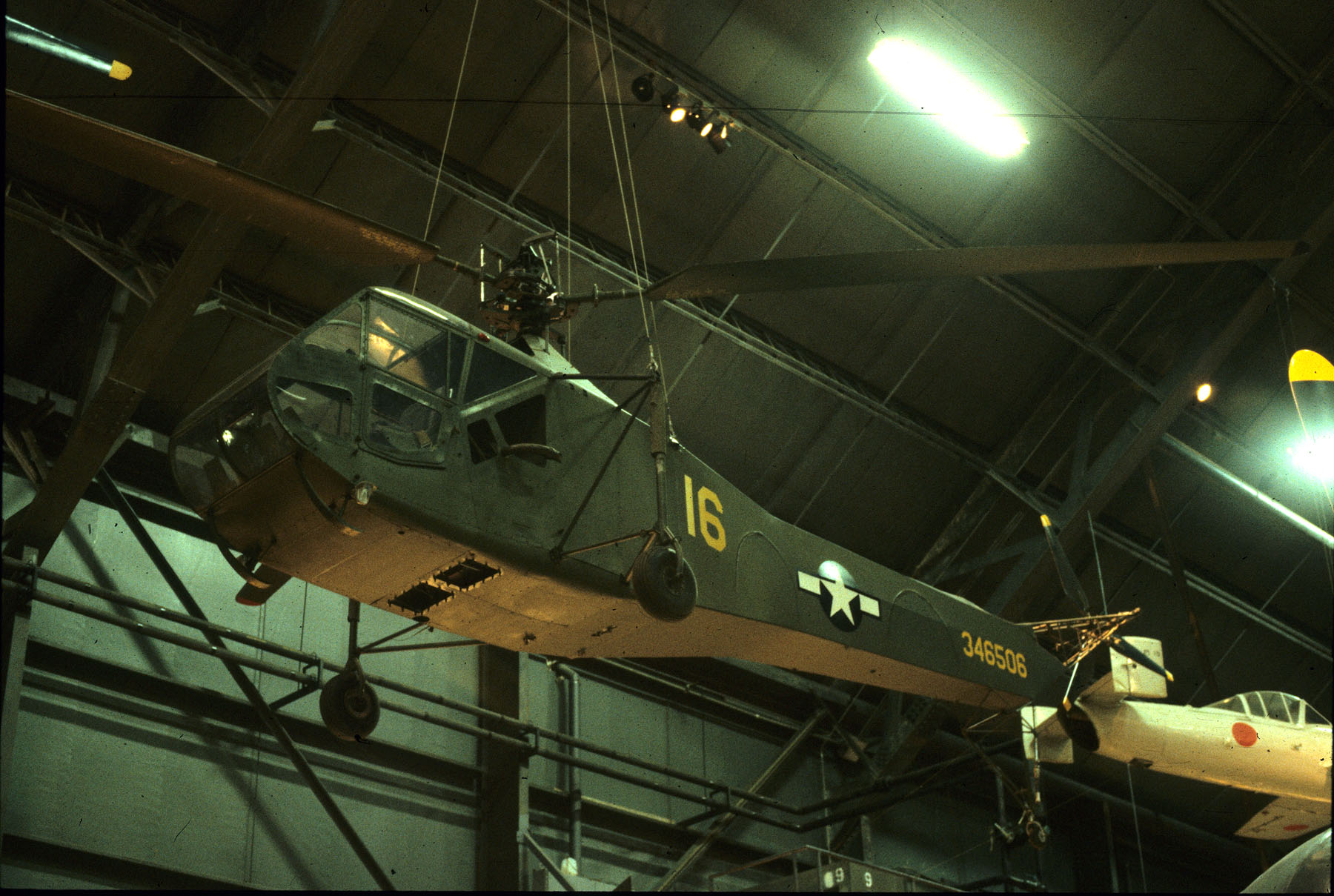